# Finał Pucharu Polski w piłce nożnej 2009
Finał Pucharu Polski w piłce nożnej 2009 – mecz piłkarski kończący rozgrywki Pucharu Polski 2008/2009 oraz mający na celu wyłonienie triumfatora tych rozgrywek, który został rozegrany 19 maja 2010 roku na Stadionie Śląskim w Chorzowie, pomiędzy Lechem Poznań a Ruchem Chorzów. Trofeum po raz 5. wywalczył Lech Poznań, który uzyskał tym samym prawo gry w kwalifikacjach Ligi Europy 2009/2010.

## Droga do finału
| Lech Poznań | Lech Poznań           | Lech Poznań  | Runda       | Ruch Chorzów | Ruch Chorzów   | Ruch Chorzów |
| Data        | Przeciwnik            | Wynik        | Runda       | Data         | Przeciwnik     | Wynik        |
| ----------- | --------------------- | ------------ | ----------- | ------------ | -------------- | ------------ |
| 24.09.2008  | Piast Gliwice         | 4:0          | II runda    | 24.09.2008   | Warta Poznań   | 2:0          |
| 28.10.2008  | Odra Wodzisław Śląski | 1:0          | 1/8 finału  | 28.10.2008   | Odra Opole     | 2:0          |
| 04.03.2009  | Wisła Kraków          | 1:0          | Ćwierćfinał | 17.03.2009   | Zagłębie Lubin | 3:0          |
| 08.04.2009  | Wisła Kraków          | 1:1          | Ćwierćfinał | 07.04.2009   | Zagłębie Lubin | 2:1          |
| 30.04.2009  | Polonia Warszawa      | 1:1          | Półfinał    | 29.04.2009   | Legia Warszawa | 1:0          |
| 06.05.2009  | Polonia Warszawa      | 1:1 (k. 3:0) | Półfinał    | 07.05.2009   | Legia Warszawa | 1:0          |

## Tło
W finale rozgrywek spotkali się czołowe drużyny ekstraklasy: Lech Poznań oraz Ruch Chorzów. Początek sezonu 2008/2009 w wykonaniu drużyny Kolejorza był imponujący, gdyż była mistrzem rundy jesiennej, świetnie radziła sobie w Pucharze UEFA, w której dotarła do 1/16 finału. Jednak od rundy wiosennej forma drużyny prowadzonej przez trenera Franciszka Smudę uległa pogorszeniu, jednak była faworytem do zdobyciu trofeum.

## Mecz

### Przebieg meczu
Mecz odbył się 19 maja 2009 roku o godzinie 20:00 na Stadion Śląski w Chorzowie. Sędzią głównym spotkania był Tomasz Mikulski. Pierwsza połowa bardzo rozczarowała zarówno zgromadzonych na trybunach kibiców, jak i widzów przed telewizorem. W 11. minucie drużyna Niebieskich mogła objąć prowadzenie, jednak okazję do zdobycia gola z sześciu metrów, po dośrodkowaniu Marcina Nowackiego zmarnował Remigiusz Jezierski. Chwilę później drużyna Kolejorza mogła w podobny sposób zdobyć gola, jednak strzał Złatko Tanewskiego obronił bramkarz drużyny przeciwnej, Krzysztof Pilarz. Niecałe 2 minuty później napastnik drużyny Kolejorza, Hernán Rengifo długo zwlekał z oddaniem strzału, co ułatwiło zadanie obronie drużyny Niebieskich, która opanowała zagrożenie na swoim polu karnym.
W 48. minucie strzałem z dystansu Krzysztofa Pilarza chciał pokonać Rafał Murawski, jednak piłka minęła cel o kilkadziesiąt centymetrów. W 51. minucie Hernán Rengifo podał piłkę do Sławomira Peszki, który mocnym strzałem po ziemi skierował piłkę do siatki, zdobywając tym samym gola na 1:0. W 61. minucie Tomasz Brzyski oddał świetny strzał z 16 metrów, jednak bramkarz drużyny Kolejorza, Ivan Turina nie dał się zaskoczyć. Następnie nie było już żadnych sytuacji bramkowych, w związku z czym Lech Poznań dzięki dobrej grze w obronie po raz piąty w swojej historii został triumfatorem rozgrywek.

### Szczegóły meczu
| 19 maja 2009 20:00 | Lech Poznań · Peszko 51' | 1:00:0Raport | Ruch Chorzów | Stadion Śląski, Chorzów Widzów: 25 000 Sędzia: Tomasz Mikulski (Lublin) |
|                    |                          |              |              |                                                                         |

| Lech Poznań:     |    |                    |              |     |
|                  |    |                    |              |     |
| BR               | 31 | Ivan Turina        | Żółta kartka |     |
| OB               | 23 | Marcin Kikut       |              |     |
| OB               | 18 | Złatko Tanewski    | Żółta kartka |     |
| OB               | 5  | Manuel Arboleda    |              |     |
| OB               | 25 | Luis Henríquez     |              |     |
| PO               | 17 | Sławomir Peszko    |              | 89' |
| PO               | 6  | Tomasz Bandrowski  | Żółta kartka |     |
| PO               | 16 | Rafał Murawski     |              |     |
| PO               | 14 | Semir Štilić       |              | 73' |
| NA               | 8  | Robert Lewandowski |              | 90' |
| NA               | 11 | Hernán Rengifo     |              |     |
| Zmiany:          |    |                    |              |     |
| PO               | 21 | Dimitrije Injac    |              | 73' |
| PO               | 7  | Jakub Wilk         |              | 89' |
| PO               | 3  | Ivan Đurđević      |              | 90' |
| Trener:          |    |                    |              |     |
| Franciszek Smuda |    |                    |              |     |

| Ruch Chorzów:     |    |                     |              |     |
|                   |    |                     |              |     |
| BR                | 80 | Krzysztof Pilarz    |              |     |
| OB                | 29 | Ariel Jakubowski    |              |     |
| OB                | 15 | Rafał Grodzicki     | Żółta kartka |     |
| OB                | 4  | Ireneusz Adamski    |              |     |
| OB                | 22 | Tomasz Brzyski      |              |     |
| PO                | 6  | Wojciech Grzyb      |              |     |
| PO                | 3  | Grzegorz Baran      |              |     |
| PO                | 17 | Michał Pulkowski    |              | 77' |
| PO                | 11 | Marcin Nowacki      |              | 55' |
| NA                | 20 | Pavol Baláž         |              |     |
| NA                | 76 | Remigiusz Jezierski | Żółta kartka | 65' |
| Zmiany:           |    |                     |              |     |
| NA                | 19 | Artur Sobiech       |              | 55' |
| NA                | 14 | Łukasz Janoszka     |              | 65' |
| PO                | 28 | Gábor Straka        |              | 77' |
| Trener:           |    |                     |              |     |
| Waldemar Fornalik |    |                     |              |     |

| Puchar Polski w piłce nożnej 2008/2009 Zwycięzcy |
| ------------------------------------------------ |
| Lech Poznań 5. Tytuł                             |